# Neoliberalismus
Neoliberalismus (řecky neo – nový, nedávný; latinsky liber – svobodný) je termín vytvořený počátkem 20. století, který označuje ideje ekonomického liberalismu a jeho tržní taktiky laissez faire (francouzsky „nechat být“). Nejpodstatnější z těchto myšlenek je snižování účasti státu na chodu ekonomiky, čehož chtějí zastánci tohoto směru dosáhnout prostřednictvím privatizace, deregulace ekonomiky, strohostí státního aparátu a sociálního státu, volným trhem, snižováním daní a státních výdajů s cílem posílit roli soukromého sektoru jak v ekonomice, tak celkově ve společnosti. Součástí tohoto myšlenkového směru je apel na individualismus, odpovědnost a samostatnost jednotlivců, kteří jsou obecně vnímání jako racionální aktéři na trhu (jinak „homo oeconomicus“). Tyto myšlenky a zákony soustřeďující se primárně na tržní ekonomiku představují odklonění od paradigmatu poválečné keynesiánské školy, která trvala v letech 1945 až 1980.
Neoliberalismus se tak vrací k původním idejím liberalismu uvedeného Adamem Smithem v jeho knize Pojednání o podstatě a původu bohatství národů. V ní ilustruje pomocí metafory „neviditelná ruka trhu“ hnací sílu tržní ekonomiky, kterou je lidská sobeckost, touha jednotlivce bohatnout. Citát z knihy Adama Smithe: „[...], aby její produkt měl co největší hodnotu, sleduje jen svůj vlastní zisk; jako v mnoha jiných případech, vede tu [výrobce] jakási neviditelná ruka, aby napomáhal k dosažení cíle [všeobecného bohatství], o který mu vůbec nejde.” se snaží dokázat, že v ekonomický prospěch všech je dobré, aby jednotlivci, zejména obchodníci, měli možnost se sami prosadit na trhu, k čemuž potřebují neustále zvyšovat kvalitu svých produktů.
Samotná definice a použití termínu „neoliberalismus“ se v průběhu let měnila. Jakožto ekonomická filozofie se neoliberalismus rozšířil mezi evropskými liberály 30. let 20. století, kteří se snažili reformovat klasický liberalismus a najít směr, který by v návaznosti na velkou hospodářskou krizi a ztrátu své popularity, dokázal skloubit svobodný trh a současně přecházet těmto negativním sociálním dopadům. Do obecného povědomí se opět dostal v 80. letech v souvislosti ekonomickými reformami Augusto Pinocheta, kde získal svou negativní konotaci a začal být používán kritiky tržních reforem a laissez faire kapitalismu. Obecně je neoliberální politika spojována s osobnostmi montpelerinské společnosti, teoretiky Friedrichem Hayekem, Miltonem Friedmanem a Jamesem M. Buchananem, a politiky jako Margaret Thatcher, Ronald Reagan a Alan Greenspan.
Neoliberalismus nutně nemusí být výhradním filozofickým směrem užívaným vedením země, v některých případech tomu bylo i naopak. Neoliberalismus lze kombinovat s jinými směry, zejména v případech, kdy tato filozofie zastává pouze ekonomickou teorii ekonomického strategického plánování ve státě. Jako významný příklad z historie lze uvést vládu chilského diktátora Augusta Pinocheta (1973–1990), kdy byl termín hojně užíván mezi členy opozičních stran. Neoliberalismus popisoval tamní nově ekonomické reformy a jejich zastánce (Chicago boys), zatímco faktická vláda byla autoritářského, konzervativního typu.
V současné době se termín neoliberalismus používá k definování takových ekonomický strategií, které se snaží dosáhnout politiky volného trhu. Teorie neoliberalismu zastává názor, že bez zásahu státu dosáhne trh efektivity, hospodářského růstu, distribuce příjmů a technologického pokroku úplně sám. Jakýkoliv zásah ze strany státu tak může dle neoliberální teorie tyto jevy pouze zhoršit.

## Rozdíl mezi liberalismem a neoliberalismem
Již první odchylka neoliberalismu od liberalismu je v samotné podstatě obou pojmů. Zatímco liberalismus označíme jako politický směr, či filozofický pohled, neoliberalismus je spíše ekonomická ideologie, která z liberalismu vychází. Hlavní myšlenkou liberalismu je svoboda a rovnost. V liberalismu je kladen důraz například na svobodu slova, volné trhy, podporu demokracie a dodržování lidských práv. Oproti tomu neoliberalismus se více soustředí na privátní sektor, který by měl mít co největší volnost a kdy, popřípadě za jakých okolností, by měl zasahovat stát.
Velké rozdíly mezi liberalismem a neoliberalismem byly zapříčiněny dobami, v jakých se tyto ideologie rozvinuly. Zatímco liberalismus má počátky v osvícenství v 17. století, neoliberalismus se začal více skloňovat až v 20. století. John Locke byl mezi prvními, kteří formovali myšlenky liberalismu, jelikož se stavěl proti absolutní monarchii a prosazoval myšlenky, že každý má právo na život, svobodu, osobní vlastnictví a stát by neměl v žádném případě tyto hodnoty jakkoliv narušovat. Neoliberalismus oproti tomu reagoval na problémy a nedostatky liberalismu.

## Osobnosti neoliberalismu
Nejznámějšími teoretiky neoliberalismu jsou Milton Friedman a Friedrich von Hayek. Oba byli ústředními postavami tzv. Montpelerinské společnosti, která sdružovala velké osobnosti politického a ekonomického liberalismu. Všichni byli zastánci klasického liberalismu a v době po velké hospodářské krizi a následující světové válce se snažili vylepšit liberalismus, který těmto krizím nedokázal předejít. Oba v 70. letech obdrželi za svůj přínos ekonomii Nobelovu cenu. Jejich teoretické poznatky převáděla do praxe např. bývalá premiérka Velké Británie Margaret Thatcherová spolu s bývalým americkým prezidentem Ronaldem Reaganem. Oba politici se museli během svého volebního období vyrovnat s dopadem keynesiánských ekonomických reforem, které vedly k navýšení státního dluhu, který se však rapidně zvyšoval i za jejich vlád. Jak ve Velké Británii, tak ve Spojených státech se tudíž prosazovalo snížení daňové zátěže, nebo privatizace státních podniků. Pro nový politický a ideologický proud se vžilo označení nová pravice. Ta v sobě snoubí princip společenského konzervatismu (neokonzervatismu) a ekonomického liberalismu (neoliberalismu).

## Historie neoliberalismu
První zmínky o užití termínu neoliberalismus sahají až do roku 1898, kdy jej k popsání ekonomických idejí italského ekonoma Maffea Pantaleoniho použil francouzský ekonom Charles Gide. Na popularitě nabyl během srazu intelektuálů Colloque Walter Lipmann, který v Paříži v roce 1938 zorganizoval Louis Rouiger. Na tuto konferenci dorazilo celkem 26 liberálních ekonomů a filozofů. Sraz byl pojmenován po americkém novináři Walterovi Lippmannovi, jehož dílo An Enquiry into the Principles of the Good Society bylo zde důkladně studováno. Hlavním cílem tohoto srazu bylo modernizovat klasický liberalismus, který v důsledku selhání během Velké hospodářské krize výrazně ztratil na popularitě ve prospěch intervencionistické politiky převážně založené na myšlenkách anglického ekonoma Johna Maynarda Keynese. Tuto modernizovanou verzi liberalismu se rozhodli nazvat neoliberalismus a byla založena na následujících konceptech.
- priorita cenového mechanismu
- svobodné podnikání
- systém tržní konkurence
- silný nestranný stát

V roce 1947 Friedrich von Hayek pozval 39 intelektuálů do švýcarské vesnice Mont Pelerin opět s cílem vytvoření liberalistické alternativy pro intervencionismus, jenž v té době byl stále dominantním pohledem na roli státu v ekonomice. Tento sraz vedl k založení tzv. Montpelerinské společnosti složené z liberálně smýšlejících intelektuálů, která se stala epicentrem neoliberalistického myšlení v následujících dekádách. Mezi její zakládající členy patřili Friedrich Von Hayek, Milton Friedman, Karl Popper, George Stigler a Ludwig von Mises.

### Chile

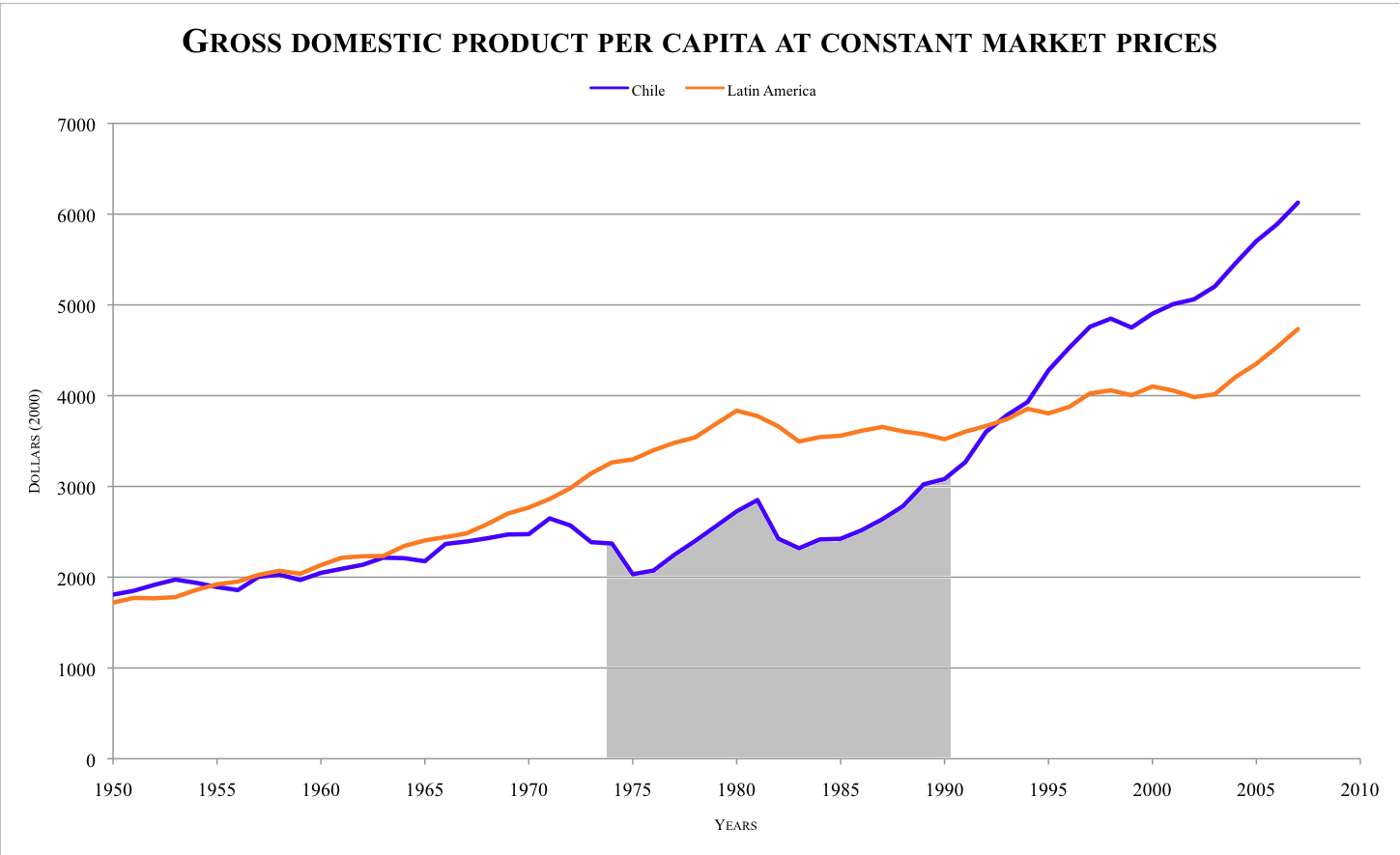
HDP na obyvatele Chile porovnáno s Latinskou Amerikou (roky vlády Augusta Pinocheta zvýrazněny)

Myšlenky neoliberalismu byly poprvé implementovány v Západním Německu v 50. letech za vlády Ludwiga Erharda, avšak v modifikované formě tzv. Ordoliberalismu, která kladla důraz na povinnost státu zajistit spravedlivou tržní konkurenci skrze regulace. V plném rozsahu byl neoliberalismus aplikován teprve v roce 1973 v Chile, kdy v důsledku ekonomické krize došlo s americkou ekonomickou a rozvědkovou podporou ke coup d'état, kdy na místo socialistického presidenta Salvadora Allendeho byl dosazen Augusto Pinochet, který následně nastolil vojenskou diktaturu. Pinochet implementoval rady tzv. Chicago boys, kteří studovali ekonomii v Chicagu pod neoliberálně smýšlejícím Miltonem Friedmanem a Arnoldem Harbergerem. Mezi jejich ekonomické reformy patřila deregulace trhů, privatizace důchodového systému, bank a mnoha dalších odvětví, zmenšení státních výdajů a navýšení úrokových sazeb, které v roce 1978 dosáhli 178%. V následujících letech došlo k poklesu inflace z 600% na 10% a rychlému nárůstu HDP na obyvatele až do Latinskoamerické dluhové krize v roce 1982, která otřásla ekonomikou Chile silněji než u ostatních latinskoamerických zemí. Někteří akademici za tento rozdíl viní právě neoliberální ekonomickou politiku Chicago boys, obránci naopak tvrdí, že problémem bylo neuposlechnutí jejich rad a napojení hodnoty chilského pesa na americký dolar.

### USA
Ve spojených státech vedlo k nástupu neoliberalismu více aspektů. Pojem neoliberalismus se začal objevovat už i dříve, avšak zlom nastal v 70. letech 20. století. Ještě v pozdních 60. letech začal velký nárůst držení dolarů zemí mimo Spojené státy, což bylo zapříčiněno vzpamatováváním se z druhé světové války a ekonomickým růstem evropských zemích a Japonska. To však byla ekonomická hrozba pro USA, jelikož hrozila konverze amerických dolarů na zlato ve velkých objemech. Tuto možnost konverze zajišťovala Brettonwoodská dohoda, kterou se proto Richard Nixon v roce 1971 rozhodl dočasně zrušit, aby Ameriku ochránil před devalvací dolaru. Jak však prohlásil Milton Friedman, “nic není tak permanentní, jako dočasné kroky vlády”, a proto toto opatření již zůstalo.
K tomu se na počátku 70. let 20. století objevila ve Spojených státech krize zapříčiněna vlivem ropných šoků a vysoká stagflace – stagnace ekonomiky spojená s vysokou mírou inflace a nezaměstnaností. Stagflace však podle keynesiánství, které v té době mělo největší zastoupení z politických přesvědčení, neměla mít dlouhého trvání. Opak byl však pravdou. Spojením všech těchto aspektů spolu s rostoucím skepticismem široké veřejnosti vůči americké vládě, díky neúspěchu ve Vietnamské válce, nemohlo vést k ničemu jinému než fundamentální změně na politické scéně. Došlo tedy ke změně paradigmatu ekonomické politiky od keynesiánství k neoliberalismu. Tento posun byl zapečetěn zvolením republikánského prezidenta Ronalda Reagana roku 1981, který vše shrnul svým slavným citátem: „V této současné krizi není řešením vláda; vláda je ten problém.” Tato výhra v prezidentských volbách potvrdila, že volný obchod je považován za správný přístup, na rozdíl od intervence státu a silného řízení ekonomiky vládou a odbory. 
Ronald Reagan je často označován za jednoho z nejvýznamnějších představitelů neoliberalismu. Jeho ekonomická a sociální politika je dnes známá jako Reaganomika. Vyznačovala se snižováním státních výdajů a peněžní zásoby za účelem snížení inflace, a snižováním federální daně z příjmu a deregulací za účelem implementace ekonomické teorie tzv. trickle-down economics. Za jeho vlády se daň z příjmu nejvyšší daňové skupiny zmenšila ze 70% na 28%, zvýšil se armádní rozpočet z 267.1 miliard dolarů v roce 1980 na $393.1 miliard v roce 1988 a státní dluh se téměř ztrojnásobil z 997 miliard dolarů na 2.85 bilionů. Myšlenky neoliberalismu také sehráli roli v takzvaném Washingtonském konsenzu, kde byly včleněny do politických předpisů mezinárodních organizací, mezi které patřily například Mezinárodní měnový fond, Světová banka a Světová obchodní organizace.

### Velká Británie
Konzervativní vláda Margaret Thatcherové ve Velké Británii mezi lety 1979-1990 je typicky označována za neoliberální. Bylo schváleno snížení daní, zrušení některých regulací a privatizace British Aerospace, British Telecom, Rolls-Royce nebo British Airways. Mimo rapidní snižování daní a apelace na individualismus se Margaret Thatcherová snažila zefektivnit produktivitu těžkého průmyslu, zejména těžbu, privatizaci a distancování se od lobbistického vlivu odborů. Tyto reformy z velké části zůstaly i po nástupu labouristického premiéra Tonyho Blaira v roce 1997.
Hlavními body neoliberalismu ve Spojeném království byly: 
Privatizace – Hlavní myšlenkou privatizace bylo přesvědčení, že obchod a soukromé vlastnictví je nadřazené státu a veřejnému vlastnictví. Během 50. let bylo ve Spojeném království velké znárodňování, například v odvětví těžby, železnic a energií. Znárodnění British Leyland a části Rolls-Royce však bylo spíše za účelem zabránění jejich bankrotu. Důvodů k obrácení trendu a privatizaci bylo několik. Jedním z nich byla větší efektivita privatizovaných firem, ale také firem, které následně zbyly v privátním sektoru. Takto privatizovány byly například firmy Britoil, Jaguar Cars a National Freight. Částka, kterou vláda obdržela prodáváním veřejných firem a majetků dosáhla během 80. až 90. let na 5 miliard liber. Zaměstnanců ve veřejném sektoru ubylo během let 1981 a 1991 více než 1 000 000 a dále tento počet klesal.
Průmyslová politika – Základním prvkem neoliberalismu je prosazování soukromého trhu. To znamená odstranění jakýchkoliv zábran a překážek na trhu, jako například regulací pro vstup na trh. Neoliberalismus odstoupil od vládních intervencí a prosazoval obchod a soutěž. 
Makroekonomická politika – Před rokem 1979 bychom se setkali spíše s fiskální politikou. V té době byl hlavní cíl makroekonomické politice nulová nezaměstnanost, nízká inflace a růst. Avšak nezaměstnanost v 70. a 80. letech prudce rostla a od Keynesiánského přesvědčení, že fiskální politika dokáže vytvořit dostatečnou poptávku a tím by byla dosažena nulová nezaměstnanost, bylo upuštěno. Fiskální politika byla postupně nahrazena politikou monetární. Mezi hlavní cíle makroekonomické politiky patřilo skrze monetární politiku zkrocení inflace. Monetarismus však byla falešná naděje, jelikož kontrola nabídky peněz neuspěla, nezaměstnanost rostla a inflace byla stále vysoká. I přesto však britská vláda u monetární politiky zůstala a moc změn se nekonalo.
Nerovnost – Je nevyvratitelné, že se od 70. let úroveň nerovnosti značně prohloubila (ve velké míře za vlády Margaret Thatcherové). Příjem 10 % nejbohatších lidí vzrostl z 20,4 % v roce 1979 na 26 % v roce 1990 a na 27,8 % v roce 2002. Thatcherismus nepochybně přispěl ke zvýšení nerovnosti. Už samotná podpora trhů zapříčiňuje nerovnost. Lidé s vyšším příjmem dostávali většinou více a platili méně na dani z příjmu. Změna z přímé na nepřímé danění a snížení mezní daňové sazby z příjmu také nepomohlo snížení nerovnosti.  

### Japonsko
Neoliberalismus se v Japonsku objevil jako důsledek administrativní reformy. V roce 1981 tehdejší předseda vlády Zenkó Suzuki založil komisi, která měla za cíl vybalancovat národní rozpočet. Aby tento cíl mohl být dosažen, bylo zapotřebí snížit počet úředníků, privatizaci některých podniků a deregulace. Po těchto opatřeních se mnohem jednodušeji podnikalo, obchodovalo a investovalo velkým firmám. Růstu japonských firem do zahraničí také pomohl fakt, že stoupalo zastoupení evropských a amerických firem v Japonsku. Na popud Spojených států amerických a velkých japonských firem tehdejší vláda zmenšila roli státu a zvětšila flexibilitu na pracovním trhu. Podle některých učenců politici v Japonsku nepřijmuli koherentní neoliberální program, spíše myšlenky neoliberalismu, které přizpůsobili japonskému ekonomickému systému.

## Kritika
Neoliberalismus se setkává z kritikou od akademiků, publicistů i aktivistů z levých i pravých pozic. Thomas Marois a Lucia Pradella uvádí, že ta výrazně narostla pod vlivem velké recese v letech 2008–2009.
Podle některých kritiků neoliberalismus upřednostňuje ekonomické ukazatele, jako růst HDP nebo snižování inflace, před sociálními ukazateli, které nelze tak jednoduše kvantifikovat, jako jsou například práva zaměstnanců nebo rovnováha a soudržnost ve společnosti. Toto primární zaměření na ekonomické faktory pak podle kritiků vede k přehlížení jiných společenských ukazatelů a nahrává vykořisťování a sociální nerovnosti. Podle geografů Birche a Siemiatycki způsobuje růst tržní optiky i změnu ve vnímání veřejných statků, jehož vlivem je na věci ve veřejném zájmu čím dál tím více nahlíženo z finančního spíše než ze sociálního pohledu, což komplikuje prosazování ideálů, jako je sociální spravedlnost, rovnost, boj se změnami klimatu či chudobou. Dle marxistického geografa Davida Harveye podporuje neoliberalismus bezohledný individualismus, který je škodlivý pro společenskou solidaritu.
Harvey v tomto ohledu spojuje vysoký nárůst kriminality mezi chudými v USA s prosazováním neoliberalismu. Právě „kriminalizace chudoby“ je podle Harleyho způsob, jakým se neoliberalismus vypořádává se společenskou nestabilitou mezi ekonomicky marginalizovanými komunitami. Podle sociologa Loïce Wacquanta je toto výsledkem neoliberálních reforem, jako je osekávání sociálního státu a státní podpory v nezaměstnanosti, gentrifikace městských a chudinských čtvrtí, privatizace veřejných služeb, snižování práv a ochrany zaměstnanců skrze deregulaci ekonomiky, prekarizaci a nárůst nízkoplacených pracovních míst skrze snižování či cílenou stagnaci minimální mzdy.
Zpráva Mezinárodního měnového fondu z roku 2016 kritizuje neoliberální politiku za prohlubování ekonomické nerovnosti a globální chudoby. Zpráva konkrétně uvádí, že „je mnoho důvodů, proč tleskat neoliberální agendě“, současně však uvádí, že některé taktiky, primárně volný pohyb kapitálu a fiskální konsolidace, vedly ke „zvětšení nerovnosti“. Někteří akademici dokonce argumentují tím, že některé neoliberální reformy, jako privatizace veřejných služeb a redukce státní sociální podpory, vedly k tomu, že se Švédsko, které má jinak jedny z největších mezd v Evropě, stalo zemí s nejrychleji se prohlubující ekonomickou nerovností ze všech zemí OECD.
Podle kritiků vede neoliberální politika k posilování moci korporací na úkor státu (korporatokracie), proto bývá neoliberalismus označován jako hegemonický politický projekt, který si klade za cíl hájení zájmů vysoce postavených sociálních skupin. Politická agitace za tyto zájmy a neoliberální agenda emancipace jedince od státu je kritiky popisována jako změna samotného významu emancipace, na kterou je nahlíženo jako na zavedení rovnosti před trhem a maximalizací osobních prožitků, na rozdíl od jiných emancipačních hnutí, které propagují osvobození od utlačování a sovobodu projevu.
Dále je s neoliberalismem spojováno stoupání konzumerismu a komodifikace jak v kultuře, tak i v náboženství. Sociologové jako Parsons nebo Luckmann označují tento proces jako „expresivní/spirituální revoluci“, jelikož se samotné náboženství nově ocitá na „spirituálním trhu“ a samo se stává konzumní komoditou (např. skrz média), místo aby zůstalo institucí jako doposud.
Trhem řízená, neregulovaná ekonomika též podle kritiků znemožňuje efektivní boj se změnami klimatu a stojí za degradací životního prostředí.